# Wasserrohrbruch

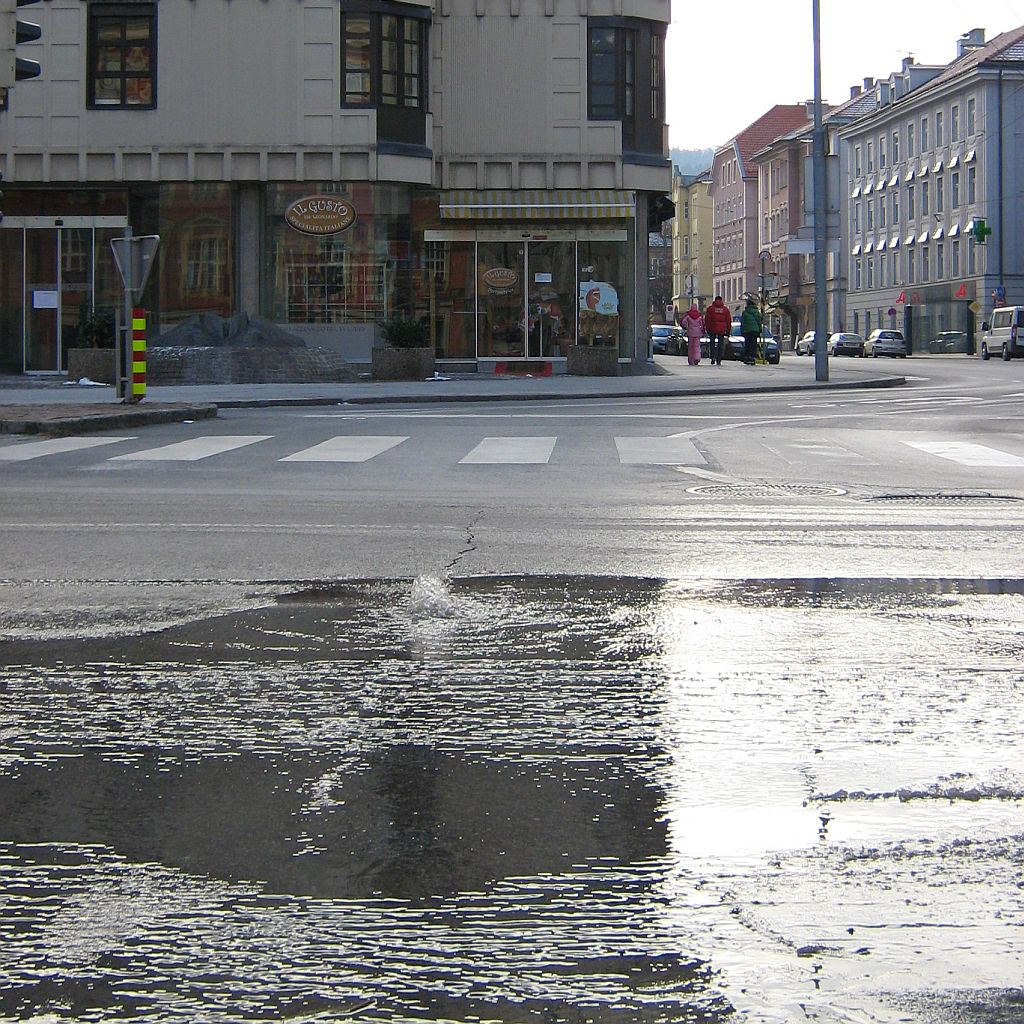
Rohrbruch mit austretendem Wasser in Innsbruck

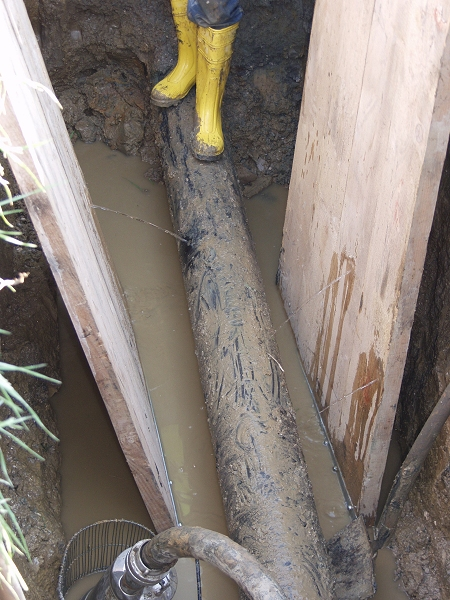
Lokalisierter, unversorgter Rohrbruch an einer kommunalen Hauptwasserleitung

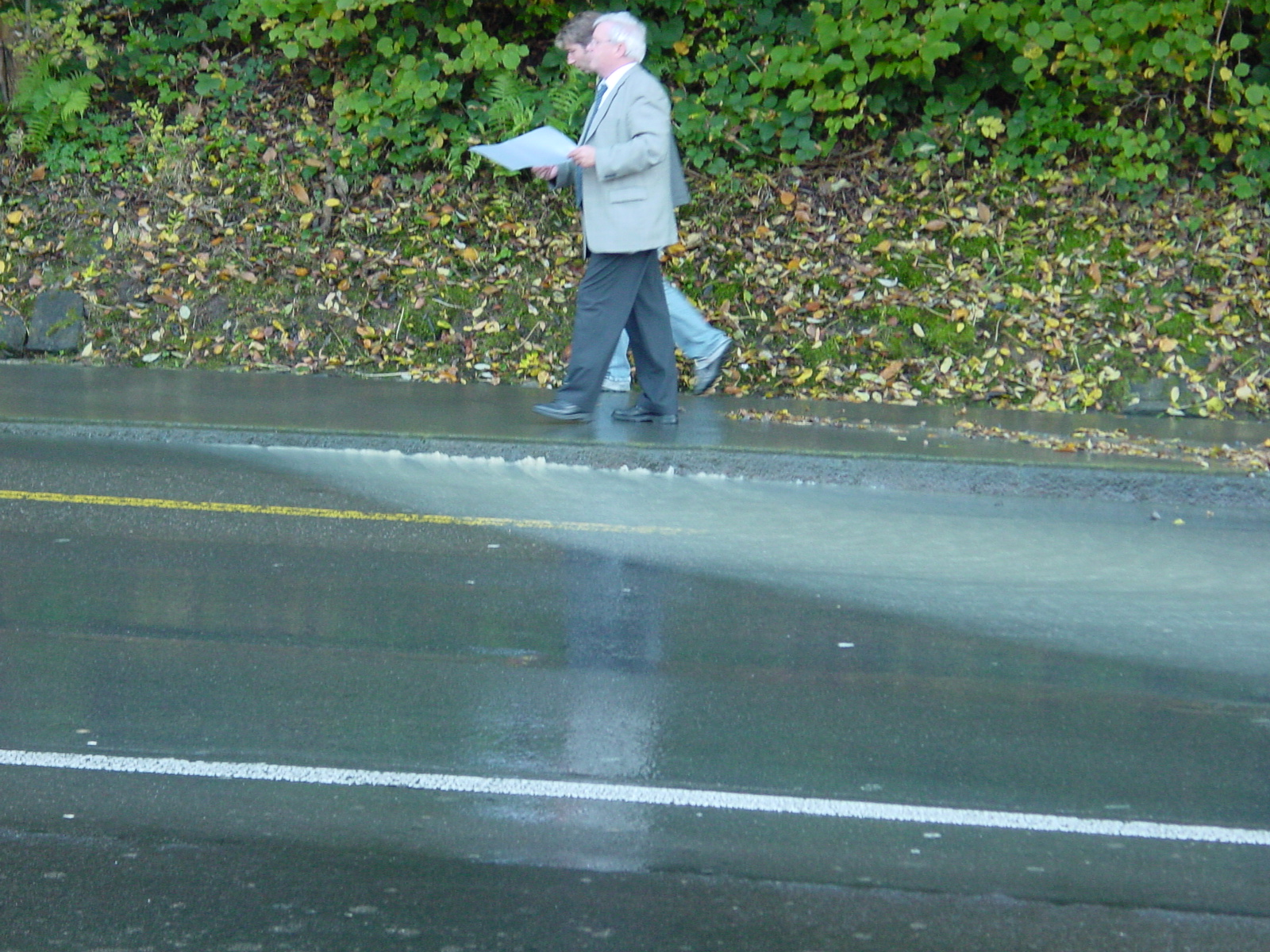
Rohrbruch an einer Hauptwasserleitung, der den Asphalt zu heben vermag

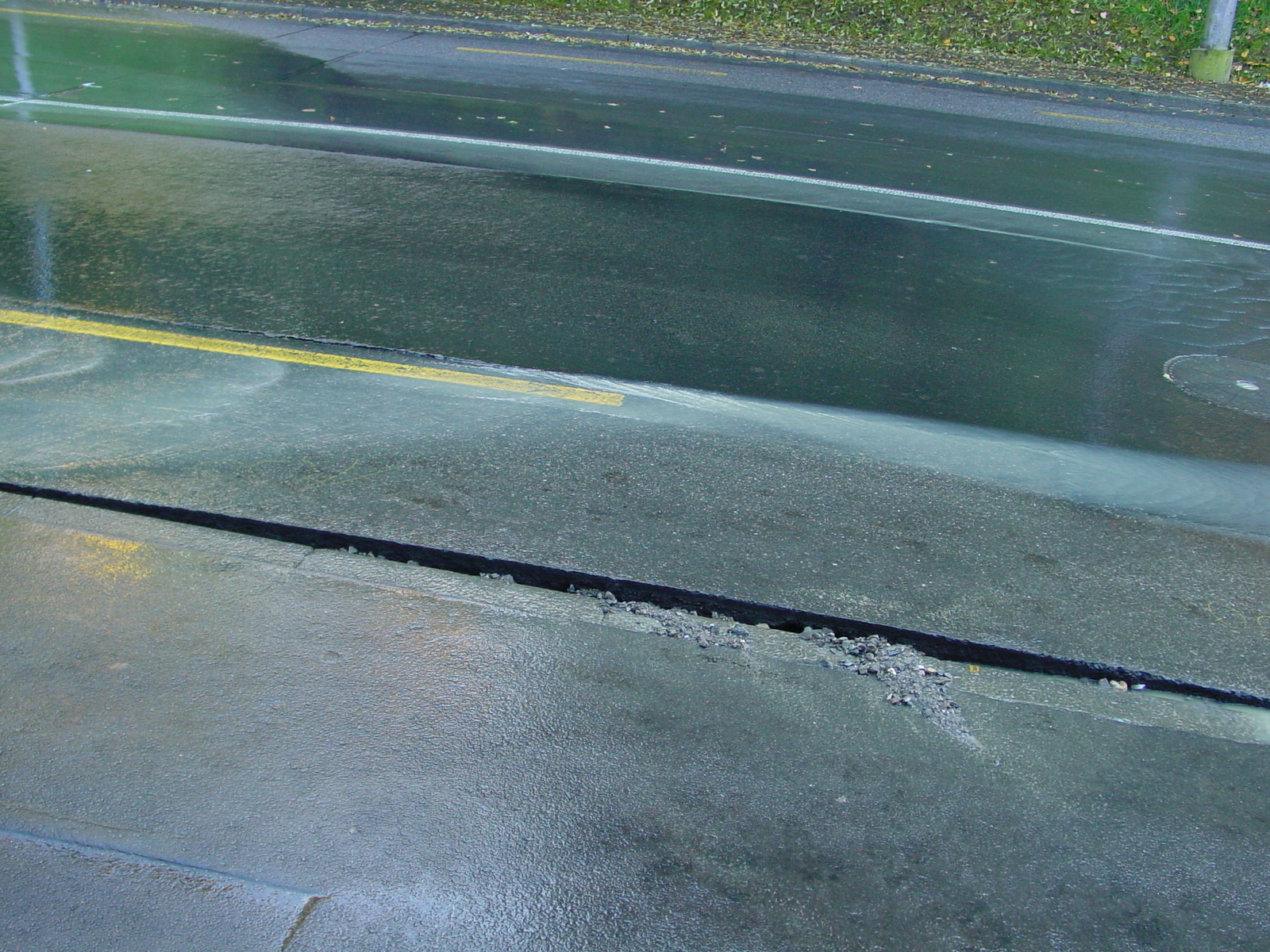
Rohrbruch spült auch Erdreich und Steine an die Oberfläche

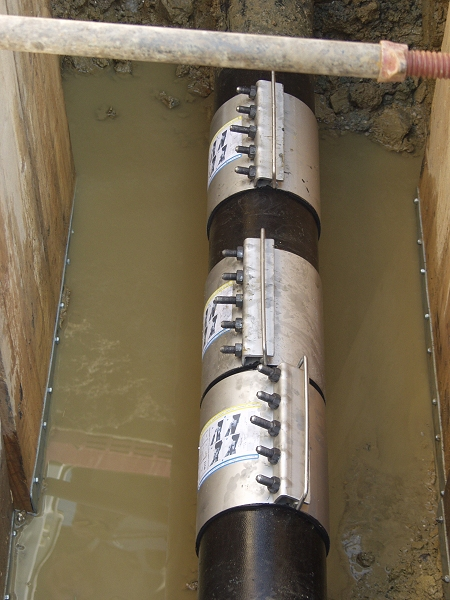
Durch Dichtungsschellen versorgte Rohrbrüche an einer kommunalen Hauptwasserleitung

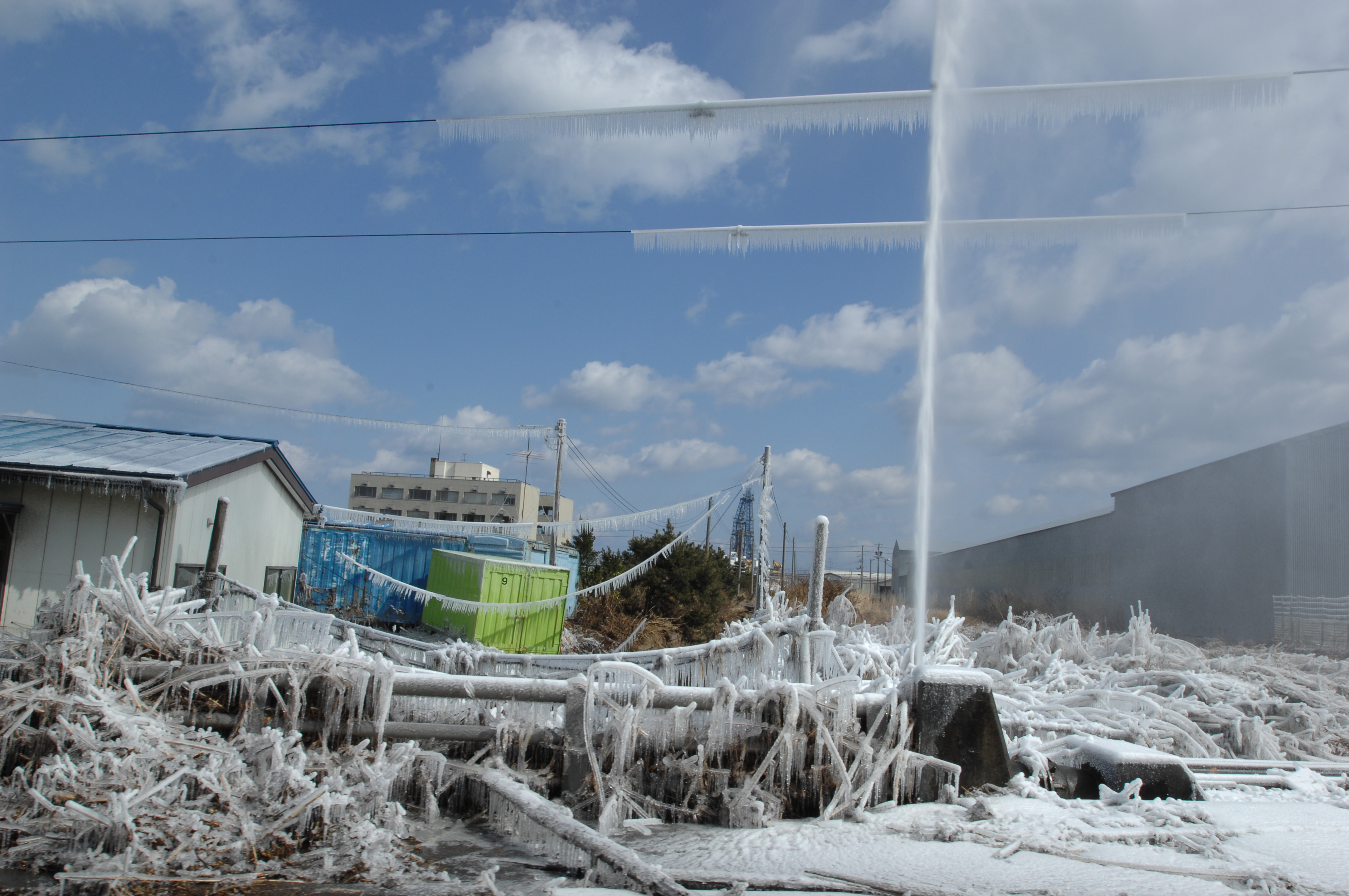
Wasseraustritt nach einem Tsunami/Erdbeben im winterlichen Japan (2011)

Ein Wasserrohrbruch ist eine Beschädigung am Rohr einer (Ab-)Wasserleitung, die zu einem unkontrollierten Austritt von (Ab-)Wasser führt.

## Ursachen
Ursachen für einen Wasserrohrbruch:
- Einfrieren[1] von Leitungen und Armaturen kann durch die Ausdehnung des Wassers beim Frieren zum Bersten einer Leitung führen. Wasseraustritt erfolgt typisch erst beim "Auftauen" der Leitung, also beim Schmelzen des Eispfropfens im Rohr. Typisch ist ein kurzer Riss in Längsrichtung in der zylindrischen Rohrwand, bei geschweißten Rohren bevorzugt in der Naht. Einfrieren tritt bei entsprechend kalter Außentemperatur auf, wenn die Leitung nicht ausreichend isoliert ist und erwärmt wird durch
  - Wasserdurchfluss,
  - das Innere eines erwärmten Gebäudes und/oder
  - der von Sommer und Erdwärme erwärmten Erde (siehe Frosttiefe)
- anhaltende Dürre ausgelöste Schrumpfung des umgebenden Erdbodens
- Material- oder Herstellungsfehler in den Wasserleitungsrohren
- Druckstoß
- starke Korrosion
- Materialermüdung
- Bersten, in Straßennähe unterirdisch verlegte Leitungen können durch den langjährigen und immer stärker werdenden Straßenverkehr mürbe werden und bersten
- durch unvorsichtige Bauarbeiten (im Tiefbau wie auch im Hausbau), z. B. bei unbekannter Lage der Leitungen. Etwa durch Anbohren, -sägen, Eindrücken mit einer Baggerschaufel.

## Risiken und Folgen
Große Brüche führen primär zu Wasserschäden (Schäden durch die schiere Wassermenge), kleine Bruchstellen aber zu Feuchtigkeitsschäden (Schäden durch die korrosive und biophile Wirkung des Wassers).

### Im häuslichen Bereich
Wenn das Rohr Teil eines Gebäudes ist, werden bei dieser Art Schadensfall häufig die Räumlichkeiten unterhalb des Rohrbruchs in Mitleidenschaft gezogen. Neben schweren Tropfwasserschäden am Hausrat bei großen Brüchen sind insbesondere Stockflecken durch Schimmelbildung (mit folgenden gesundheitlichen Belastungen) und Gebäudeschäden – vom Abblättern der Farbe bis zu Holzfäule oder Schäden an Betonbauwerken – durch schleichende Durchnässung des Mauerwerks möglich.
Nach der Behebung des Rohrbruches in einem Gebäude muss dieses getrocknet werden. Dazu werden Bautrocknungsgeräte mit Kondensationstrocknung oder auch Luftentfeuchter verwendet.
Für Einfamilienhäuser werden im Fachhandel Schutzsysteme angeboten, die in die Hauptleitung hinter dem Wasserzähler eingebaut werden können. Diese erfassen den typischen Wasserverbrauch des Hauses und schalten bei zu hohen Durchflusswerten (z. B. bei Rohrbruch) die Leitung ab. Mit Ergänzungsmodulen können auch kleine Wasserlachen auf dem Boden erfasst werden und ebenfalls eine Sicherheitsabschaltung der Hauptzuleitung auslösen.

#### Leck oder beginnender Rohrbruch
Zeigt der Wasserzähler einen schleichenden Verbrauch, obwohl alle Wasseranschlüsse/Wasserhähne geschlossen sind, deutet dies auf eine Leckage oder einen beginnenden Rohrbruch hin, der sich durch Druckstoß schlagartig vergrößern kann. Dies ist insoweit gefährlich, als sich noch keine deutliche Lokalisierung des Lecks abzeichnet und die Folgen nur ganz allmählich zu erkennen sind.

### In der kommunalen Wasserversorgung
Wasserrohrbrüche an den Wasserleitungen öffentlicher oder privater Wasserversorgungsunternehmen außerhalb des häuslichen Bereiches können zum Eindringen von Keimen in die Leckstelle der Trinkwasserversorgung führen. Auf Grund des geringen Verlustausmaßes unerkannte Beschädigungen sind die Ursache von permanenten Leitungsverlusten. Bei Großschadensfällen drohen die Unterspülung und die damit einhergehenden Setzungen der Fahrbahndecke, im schlimmsten Falle sogar plötzliche Versackungen (bergmännisch Pingen), mit tödlichen Unfällen.
Wasserrohrbrüche führen zu aufwändigen Straßen- oder Erdarbeiten und können sogar einen Wassernotstand hervorrufen. Die Lokalisierung des Rohrbruches und die Abdichtung durch Dichtungsschellen oder – bei größeren Schäden – durch konservierende Verfahren wie das Einbringen eines Schlauchliners erfolgt durch das Wasserversorgungsunternehmen oder ein beauftragtes Unternehmen.

### In der kommunalen Abwasserentsorgung
Rohrbrüche im Abwasserleitungssystem führen neben den bereits beschriebenen geologischen Schäden zu schleichenden und akuten Umweltbelastungen in Form von Grundwasser- und Gewässerverschmutzungen, verbunden mit gesundheitlichen Risiken durch die im unbehandelten Abwasser enthaltenen Keime und Schadstoffe.

## Versicherungsrechtliche Aspekte
Wasserrohrbrüche und ihre Folgen unterliegen der Haftpflicht seitens des Verursachers und können daher großen finanziellen Schaden anrichten. Seitens des Geschädigten deckt im Wohnungswesen die Hausratversicherung, die Bauschäden allfällig die Gebäudeversicherung, sofern sie ein – meist zusätzliches – Leitungswasser-Paket umfasst.

## Der Rohrbruch im Mietrecht
Nach einer Entscheidung des Landgerichts Duisburg vom 18. Mai 2010 (Aktenzeichen 13 S 58/10) ist der Vermieter nicht zu einer regelmäßigen Generalinspektion der Wasserrohre im Haus verpflichtet. Entsprechend hat bereits der Bundesgerichtshof für die Elektroinstallationen im Jahr 2008 entschieden. Das hat zur Folge, dass den Vermieter grundsätzlich für einen Wasserrohrbruch kein Verschulden trifft.
Treten bei Tiefbau- bzw. Kanalbauarbeiten Rohrbrüche auf, so haftet u. U. die Gemeinde für die Folgen eines Rohrbruchs.

## Gesetze und Normen
Zu technischen Voraussetzungen:
- DIN 2460 Stahlrohre und Formstücke für Wasserleitungen – zu den Anforderungen an Wasserrohre aus Stahl (Haustechnik)
- EN 1916 Stahlbetonrohr, EN 1917 Schachtringe und Konen, in deren nationalen Übernahmen und spezifischen Ergänzungen – zu den Anforderungen an die Haltbarkeit von Wasserleitungen aus Betonfertigteilen (Hauptwasserleitungen)

Zur Haftpflicht:
- Deutschland: § 2 HPflG[5], §§ 45 und 62 AwSV, Pflichten des Betreibers im Wasserrecht
- Österreich: § 1318 ABGB, Haftung des Wohnungsinhabers[6], § 26 WRG 1959, Haftung in Bezug auf Gewässer (Nutzwasser)[7]

## Weiterführende Literatur
- Auflistung von Publikationen